# Станислав Доспевски
Станислав Доспевски е псевдонимът на художника Зафир Зограф – син на Димитър Зограф и племенник на Захари Зограф. Той е виден представител на Самоковската художествена школа и един от най-значителните възрожденски художници и иконописци. Реформатор на църковната живопис и един от създателите на светската. Доспевски е първият българин, получил академично художествено образование.

## Биография
Роден е на 3 декември 1823 година в село Доспей, което се намира в непосредствена близост до град Самоков. Отначало учи в Самоков, а после продължава образованието си в Пловдив. От малък навлиза в изкуството, като помага на баща си в изписването на иконите в пловдивската църква „Света Неделя“. През 1850 година заминава за Москва, където учи в Московското училище за живопис, скулптура и архитектура, а по-късно, от 1853 до 1856 в Императорската художествена академия в Петербург в класа на Фьодор Бруни.
След завръщането си в България се преименува на Доспевски и става родоначалник на светския реалистичен портрет. Живее в Пазарджик и Самоков, но продължава да рисува в Пловдив.
Станислав Доспевски е първият български художник, открил самостоятелна изложба – това става през 1859 г. в дома на Найден Геров в Пловдив.
Взима дейно участие в българското национално-освободително движение, помага на Васил Левски, Ангел Кънчев и други революционери. По време на Априлското въстание и след потушаването му той и съпругата му Мариола Доспевска развиват активна дейност за подпомагане на пострадалите, пише и дописки до европейската преса.
В разгара на Руско-турската война през август 1877 г. Доспевски е арестуван от турските власти, затворен най-напред в кауша в Пловдив, а после е изпратен по влака в Цариград.
Умира в един от затворите на Цариград на 6 януари 1878 година при неизяснени обстоятелства. Погребан бил в двора на българската черква „Свети Стефан“.
Внучки на Станислав Доспевски от сина му Борис са художничката Мария (Марика) Доспевска и музикантката Йорданка (Дарлинг) Доспевска.
Правнучка на Станислав Доспевски е преводачката Нели Доспевска.

## Памет
На негово име е наречено едно от началните училища в град Самоков – НУ „Станислав Доспевски“.
В няколко български града улици носят името на Станислав Доспевски:
- в кварталите „Васил Левски“, „Левски В“ и „Левски Г“ в София (Карта);
- в квартал "Капана" в Пловдив;
- в "Гъбена махала" , ж.к. "Владислав Варненчик" във Варна;
- в квартал "Вароша" в Пазарджик;
- в Самоков;
- във Велинград.
Къщата на Станислав Доспевски в Пазарджик, построена през 1864 г. по негов проект, е превърната в музей.  
Художествената галерия в Пазарджик носи неговото име.

## Галерия
- Портрет на Салчо Чомаков, 1856 г.
- Портрет на Елисавета Чалъкова, леля на художника, 1857 г. НХГ
- Портрет на Димитър Зограф, около 1857 – 1860 г.
- Икона на св. Кирил и Методий, 1860 г.
- Портрет на Мариола Доспевска, съпруга на художника, 1869 г. НХГ
- Скица с молив на затворнически кауш